# Tour de l'Abitibi
Pour les articles homonymes, voir Abitibi (homonymie).
Le Tour de l'Abitibi est une course cycliste par étapes (6) disputée en Abitibi-Témiscamingue dans le nord-ouest du Québec (Canada) et réservée aux coureurs âgés de 17 et 18 ans qui se déroule au mois de juillet. C'est la seule étape de la Coupe des Nations juniors de l'Union cycliste internationale qui se déroule en dehors de l'Europe.
Cette course existe depuis 1969. Au cours des années, plusieurs futurs coureurs de renommée internationale tels que Steve Bauer, Laurent Jalabert, Bobby Julich et Andrew Hampsten ont participé à ce tour.
En 2025, pour sa 55e édition, le Tour de l'Abitibi a ajouté une course féminine à sa programmation. 

## Histoire
Le Tour de l'Abitibi a été créé en 1969 par le journaliste sportif Léandre Normand.

De 1969 à 2007, une course uniquement réservée aux juniors (17-18 ans) est disputée. Le Tour de l'Abitibi fait partie de la Coupe du monde UCI Juniors de 2000 à 2007. En 2008, pour la 40e édition, une compétition, la Coupe des Nations Abitibi, fait son apparition en tant qu'épreuve de la Coupe des Nations juniors en plus du Tour de l'Abitibi. Depuis 2009, les deux épreuves sont réunies sous l'appellation du Tour de l'Abitibi-Coupe des Nations. L'épreuve est au programme de la Coupe des Nations juniors jusqu'en 2011. En 2014, la course refait son apparition dans la Coupe des Nations juniors.

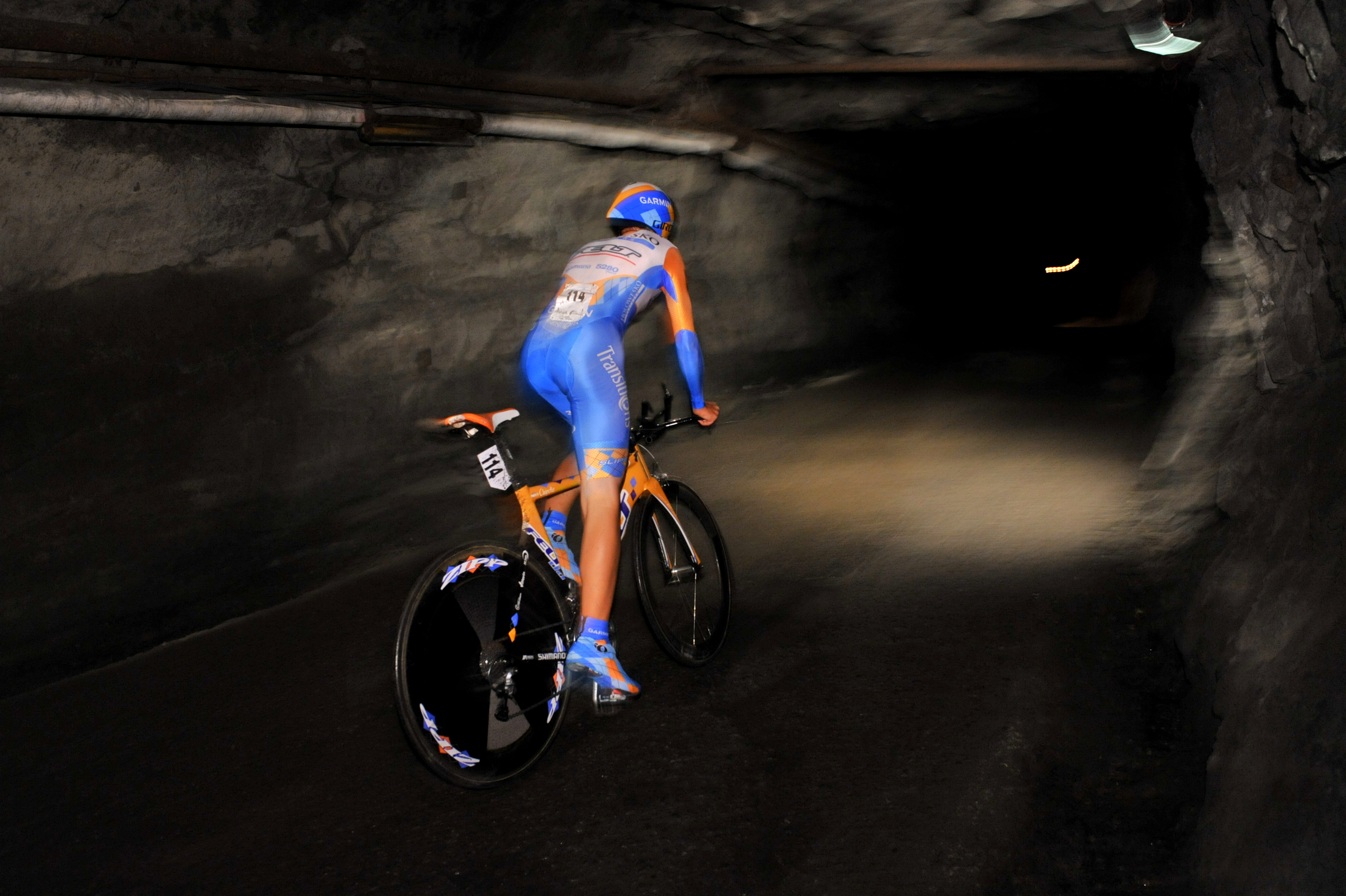
Tour de l'Abitibi, étape souterraine

Les éditions 2020 et 2021 sont annulées en raison du contexte sanitaire lié à la pandémie de Covid-19. C'est également le cas en 2021,.

### Ville hôtesse
| Année | Ville             |
| ----- | ----------------- |
| 2000  | Val-d'Or          |
| 2001  | Val-d'Or          |
| 2002  | Val-d'Or          |
| 2003  | Val-d'Or          |
| 2004  | Val-d'Or          |
| 2005  | Val-d'Or          |
| 2006  | Val-d'Or          |
| 2007  | Val-d'Or          |
| 2008  | Val-d'Or          |
| 2009  | Val-d'Or          |
| 2010  | Val-d'Or          |
| 2011  | Amos              |
| 2012  | Rouyn-Noranda     |
| 2013  | Rouyn-Noranda     |
| 2014  | Amos              |
| 2015  | Val-d'Or          |
| 2016  | Rouyn-Noranda     |
| 2017  | Amos              |
| 2018  | Val-d'Or          |
| 2019  | Rouyn-Noranda     |
| 2020  | Annulé - COVID-19 |
| 2021  | Annulé - COVID-19 |
| 2022  | Amos              |
| 2023  | Amos              |
| 2024  | Val-d'Or          |
| 2025  | Val-d'Or          |

## Honneurs
En octobre 2022, le Tour de l'Abitibi a été intronisé au Temple de la renommée de Cyclisme Canada.

## Palmarès masculin
| Année                               | Vainqueur             | Deuxième              | Troisième              |
| Tour de l'Abitibi                   |                       |                       |                        |
| ----------------------------------- | --------------------- | --------------------- | ---------------------- |
| 1969                                | Gérard Rocheleau      | Robert Van den Eynde  | Serge Proulx (en)      |
| 1970                                | Philippe Le Bouhellec | Richard Cyr           | Lorenzo Di Palma       |
| 1971                                | Éric Van den Eynde    | Jean Sigouin          | Bernard Deshaies       |
| 1972                                | Éric Van den Eynde    | Martin Janssen        | Claude Asselin         |
| 1973                                | Léonard Vincent       | Alan Brocklebank      | Patrick Rooseboom      |
| 1974                                | Alan Brocklebank      | Bernard Haggarty      | Martin Cramaro         |
| 1975                                | Pierre Harvey         | Steve Allan           | Pierre Leblond         |
| 1976                                | Steve Pyle (en)       | Peter Strohmeyer      | Larry Shields          |
| 1977                                | Lido Crema            | Davis Phinney         | Jonathan Cooper        |
| 1978                                | Mark Frise            | Gerry Fornes          | Daniel Blanche         |
| 1979                                | Mark Frise            | Robert Comeau         | Paul Sim               |
| 1980                                | Alex Stieda           | Ross Chafe            | Hugh Mansfield         |
| 1981                                | Bruno Wojtinek        | Franck Pineau         | Thierry Le Rall        |
| 1982                                | Laurent Masson        | Howard Lex            | Gilles Sanchez         |
| 1983                                | Richard Streadwick    | Werner Visser         | Diego Canacci          |
| 1984                                | Philippe Georges      | Ivan Cernigoy         | Les Cantwell           |
| 1985                                | André van Wijngaarden | Chris Koberstein (en) | Nathael Sagard (en)    |
| 1986                                | Michel Zanoli         | Laurent Jalabert      | Richard Luppes         |
| 1987                                | Frank McCormack       | Darren Baker          | Jean-Cyril Robin       |
| 1988                                | Bobby Julich          | Erik Dekker           | Jonas Carney           |
| 1989                                | Bobby Julich          | Stéphane Heulot       | Marcel Vegt            |
| 1990                                | Peter Wedge           | Max van Heeswijk      | Steve Rover            |
| 1991                                | Gorazd Štangelj       | Andrew Lewis          | Matthew Blomeley       |
| 1992                                | Roland Green          | Carlos Dacruz         | Robert Vrooman         |
| 1993                                | Miles MacDonald       | Jeremy Miller         | Cyrille Legrand        |
| 1994                                | Guillaume Belzile     | Sylvain Roy           | Alexei Kuznetsov       |
| 1995                                | Neil Grover           | Denis Menchov         | Sven Claussmeyer       |
| 1996                                | Christian Roland      | Benjamin Elkins       | Pierrick Fedrigo       |
| 1997                                | Joshua Thornton       | David Zabriskie       | Phil Zajicek           |
| 1998                                | William Frischkorn    | Michael Wieczorek     | Bobbie Traksel         |
| 1999                                | Brad Buccamboso       | Alwyn Scheepers       | Sterling Magnell       |
| 2000                                | Piotr Mazur           | Koen de Kort          | Wesley Cole            |
| 2001                                | Jukka Vastaranta      | Niels Scheuneman      | Norbert Poels          |
| 2002                                | Tyler Farrar          | Oliver Stiller-Crote  | Craig Wilcox           |
| 2003                                | Kai Reus              | Matthew Crane         | Steven Cozza           |
| 2004                                | Chris Stockburger     | Zachary Bolian        | Michael Vanderaerden   |
| 2005                                | David Veilleux        | Éric Boily            | Jonas Bjelkmark        |
| 2006                                | Mark Hinnen           | William Goodfellow    | Guillaume Boivin       |
| 2007                                | Taylor Phinney        | Tom David             | Guillaume Blais-Dufour |
| 2008                                | Arnaud Jouffroy       | Charlie Avis          | David Boily            |
| Coupe des Nations Abitibi           |                       |                       |                        |
| 2008                                | Nathan Brown          | Nick Aitken           | Daniil Fominykh        |
| Tour de l'Abitibi-Coupe des Nations |                       |                       |                        |
| 2009                                | Andrew Barker         | Charlie Avis          | Taylor Gunman          |
| 2010                                | Lachlan Morton        | Eamon Lucas           | Zack Noonan            |
| 2011                                | James Oram            | Dion Smith            | Colby Wait-Molyneux    |
| 2012                                | Taylor Eisenhart      | Alexey Vermeulen      | Geoffrey Curran        |
| 2013                                | Brendan Rhim          | Owen Gillott          | Olivier Brisebois      |
| 2014                                | Rayane Bouhanni       | Zeke Mostov           | Mathias Norsgaard      |
| 2015                                | Adrien Costa          | Brandon McNulty       | Théo Menant            |
| 2016                                | Brandon McNulty       | Mikkel Bjerg          | Kevin Goguen           |
| 2017                                | Riley Sheehan         | Fernando Islas        | Richard Holec          |
| 2018                                | Riley Sheehan         | Kendrick Boots        | Michael Garrison       |
| 2019                                | Michael Garrison      | Matthew Riccitello    | Lukas Carreau          |
| 2020-2021                           | annulé                |                       |                        |
| 2022                                | Lucas Mainguenaud     | Mathieu Dupé          | Mathéo Barusseau       |
| 2023                                | Matthew Ney           | Ethan Powell          | Alejandro Che          |
| 2024                                | Ellande Larronde      | Oliver Scott          | Ben Morin              |
| 2025                                | Gabin Gicquel         | Alban Picard          | Maxime Bourassa        |

## Palmarès féminin
En 2025, pour sa 55e édition, le Tour de l'Abitibi présente sa toute première course féminine. Le départ est donné à Amos le 11 juillet 2025. 
Neuf équipes provenant de six pays différents, soit le le Canada, les États-Unis, la France, le Japon, la Colombie et la Norvège forment le peloton. La Norvégienne Marte Dolven remporte la première étape sur un parcours de 91,5 km entre Amos et Val-d'Or. Elle est suivie d'Abigael Fortier de l'équipe du Québec et de Clémence Cousineau de l'équipe Canada.
Après quatre jours de compétition et 293 km parcourus, la Norvégienne Oda Aune Gissinger remporte le premier Tour de l'Abitibi Femmes. La Canadienne Élodie Malois termine le Tour de l'Abitibi Femmes en deuxième place et en remporte également le maillot bleu de meilleure recrue du Tour. Sa coéquipière de l'équipe Canada, Raphaëlle Houde, monte quant à elle sur la troisième marche du podium.

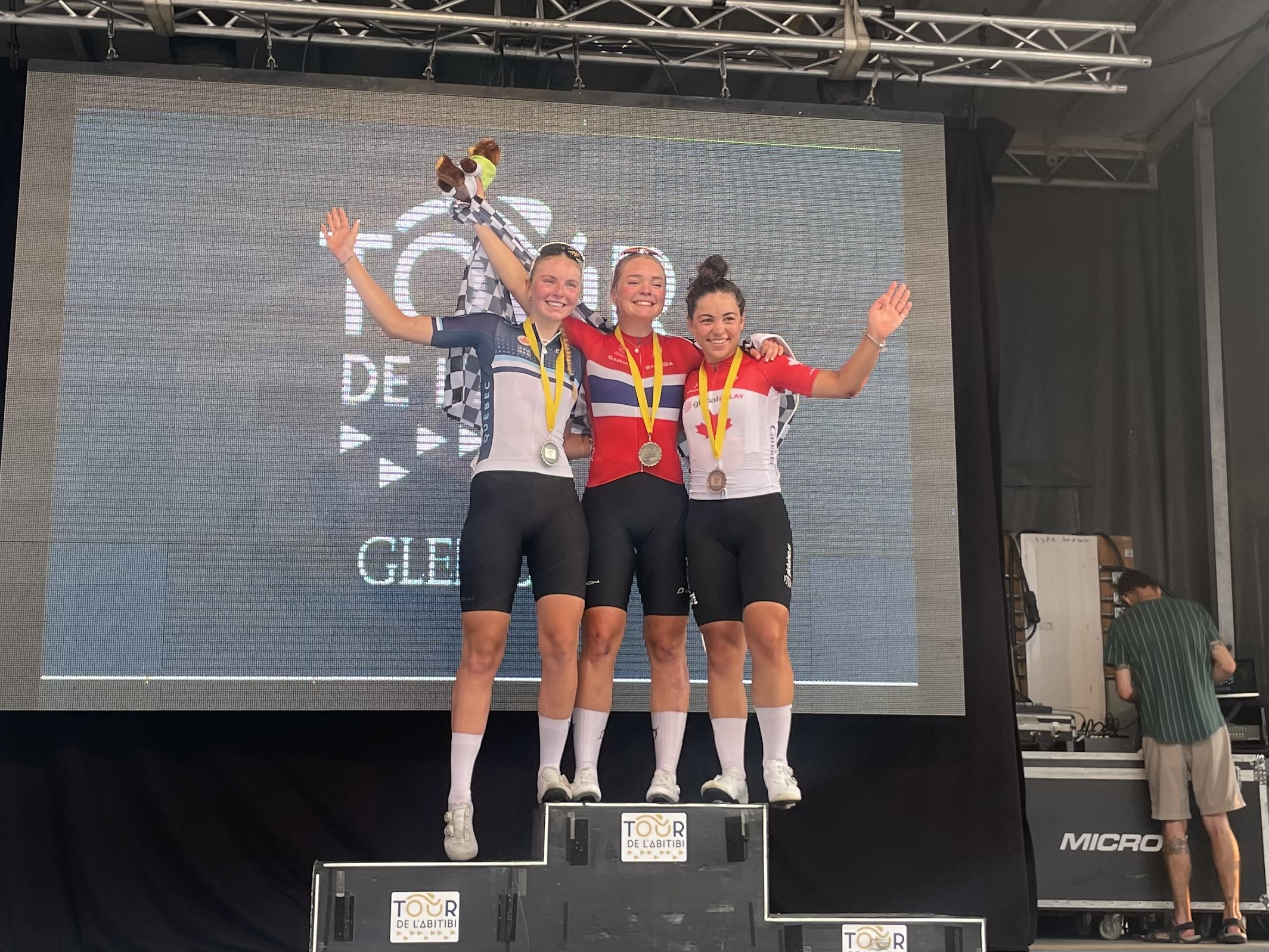
Podium de la première étape du premier Tour de l'Abitibi Glencore Femmes, le 11 juillet 2025 à Val-d'Or. De gauche à droite: Abigael Fortier (Équipe du Québec), Marte Dolven (Norvège) et Clémence Cousineau (Équipe Canada)

| Année | Vainqueur          | Deuxième      | Troisième       |
| ----- | ------------------ | ------------- | --------------- |
| 2025  | Oda Aune Gissinger | Elodie Malois | Raphaëlle Houde |